# Johann Josef Batlogg

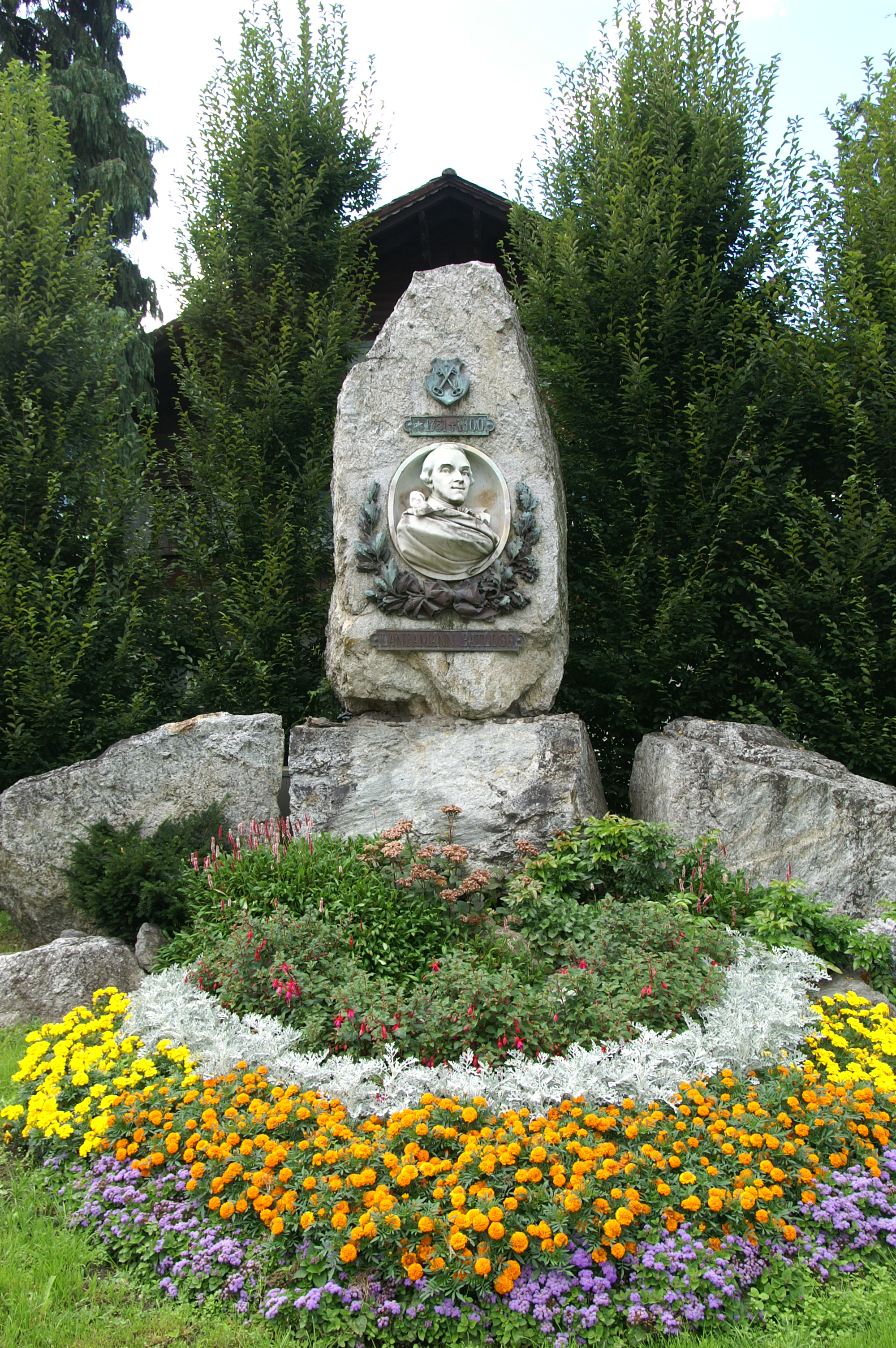
Denkmal in Schruns

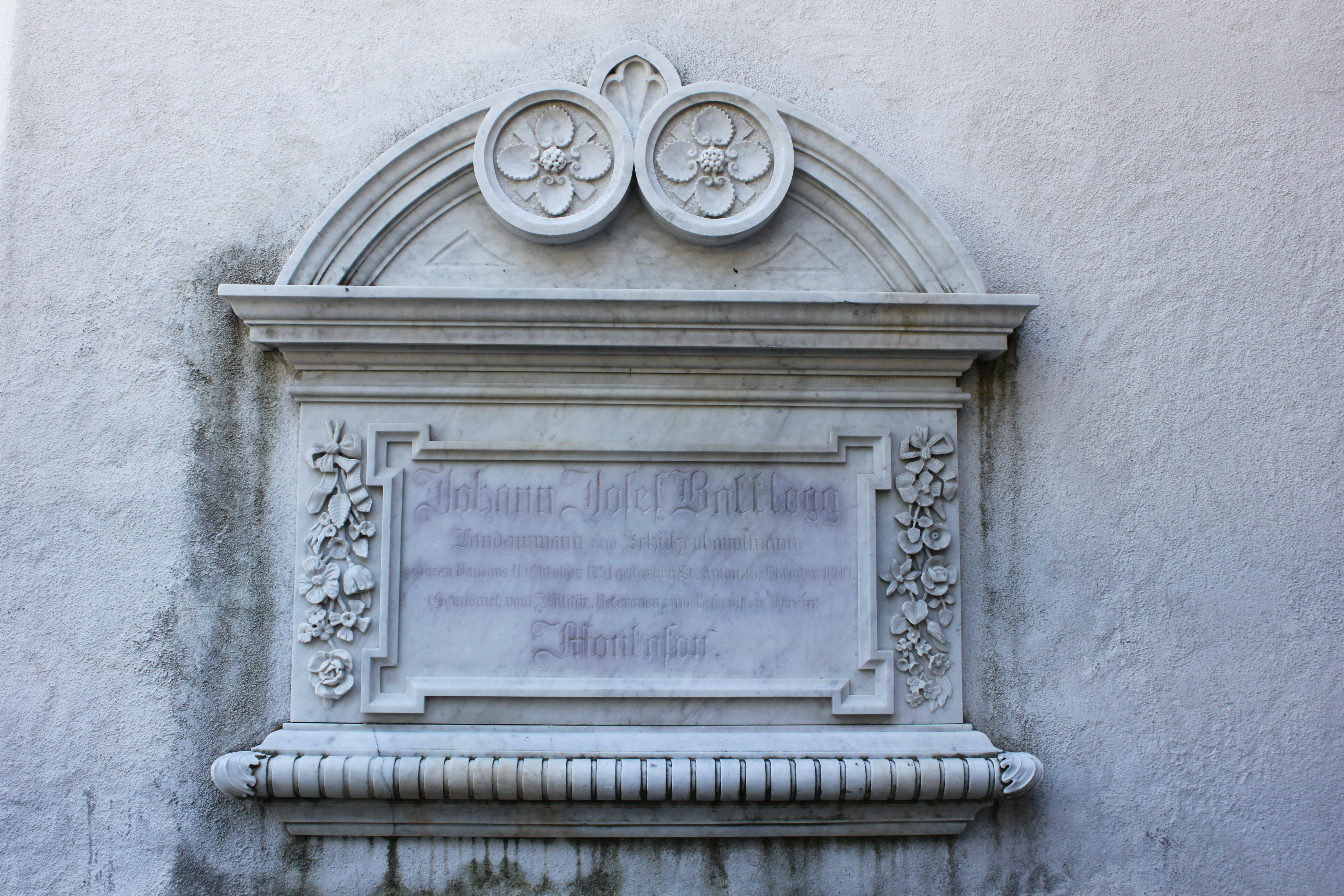
Gedenktafel in St. Anton im Montafon

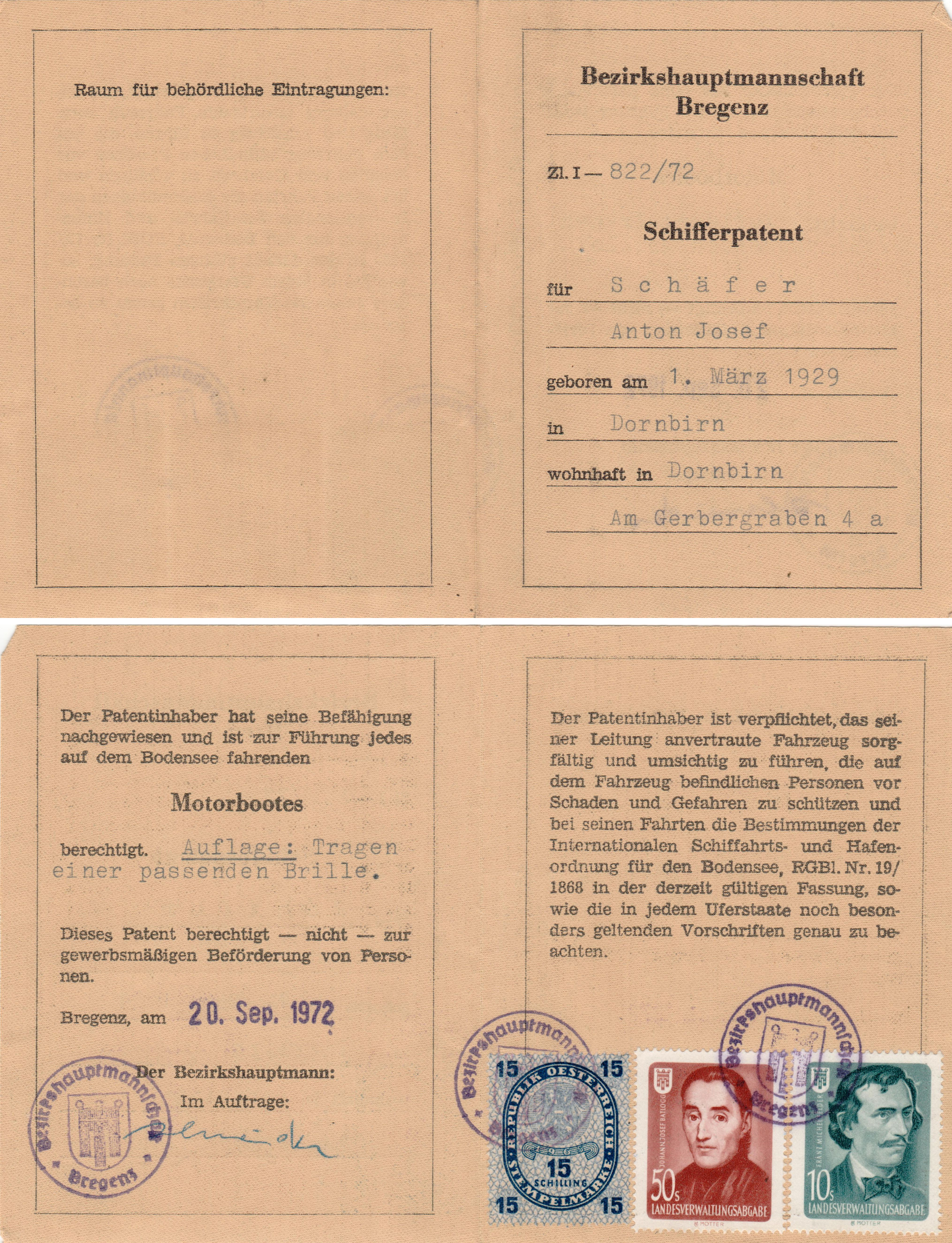
Bild von Johann Josef Batlogg auf einer 50-Schilling-Marke für die Landesverwaltungsabgabe Vorarlberg

Johann Josef Batlogg (* 11. Oktober 1751 in Vandans; † 25. Oktober 1800 in St. Anton im Montafon) war ein österreichischer Landammann und Militär.

## Leben
Johann Josef Batlogg aus Vandans heiratete Josefa Bitschnau und wurde Gastwirt im Gasthaus Adler in der Nachbargemeinde St. Anton im Montafon. Beim Ersten Koalitionskrieg 1796 war er als Landammann und Hauptmann der Landwehr an den Kampfhandlungen gegen die französischen Truppen in Vorarlberg beteiligt.
Im August 1796 kam es im Kloster St. Peter in Bludenz zur Ermordung des vor den Franzosen geflüchteten Kreishauptmanns Ignaz Anton von Indermauer. Danach wurde Landammann Batlogg beschuldigt, diese Tat gutgeheissen zu haben. Es wird angenommen, dass sein politischer Gegner Johann Ignaz Vonier aus Schruns diese Anschuldigungen beförderte. Batlogg wurde im Dezember 1796 festgenommen und in Innsbruck inhaftiert und erst 1798 rehabilitiert und wieder freigelassen.
Batlogg organisierte 1799 im Zweiten Koalitionskrieg gegen Frankreich erneut die Verteidigung der Montafoner Pässe gegen die in Graubünden stehenden französischen Truppen und es gab eine Kampfhandlung am 24. März 1799 am Schlappiner Joch, welches gehalten wurde.
Sein früher Tod mit 49 Jahren wurde auf die Belastungen in der Haft in Innsbruck und bei den Kriegsaufenthalten im Gebirge in Verbindung gebracht.

## Rezeption
- Vom Maler Jakob Bertle wurde 1900 zum hundertjährigen Todestag ein Denkmal angeregt, wo in einem Wettbewerb der Bildhauer Feuerstein, der Architekt Hanns Kornberger und Jakob Bertle selbst Entwürfe vorgelegt haben. Umgesetzt wurde von 1906 bis 1907 der Entwurf von Jakob Bertle mit Natursteinen und einem Relief aus Carrara-Marmor, welches in Schruns errichtet wurde.
- An der Pfarrkirche St. Anton im Montafon wurde vom Militär-, Veteranen- und Reservisten-Verein eine Gedenktafel situiert.